# Eriksborg
Eriksborg är en  stadsdel på det administrativa bostadsområdet Eriksborg-Hagaberg-Erikslund i Västerås. Området är ett bostadsområde som ligger norr om E18 och öster om Riksväg 66 (Surahammarsvägen).
På Eriksborg finns villabebyggelse, bostadsrätter och grönområden. I det tidigare Västra sjukhuset finns vårdcentral, dagcenter och några byggnader är bostäder. Eriksborg omges i  norr av skog och i öster av grönområdet som sluttar upp mot Vedbo backe. Här finns gott om strövstigar.
Området avgränsas av Surahammarsvägen och gränsar mot omgivande grönområden och till E18.
Området gränsar i väster mot Erikslund, i öster mot Hagaberg och Vedbo och i söder över E18 mot Råby.